# Computer History Museum
The Computer History Museum (ovvero il museo della storia del computer) è un museo fondato nel 1996 a Mountain View in California, quando il The Computer Museum (TCM a Boston) spedì la maggioranza della sua collezione storica di mainframe e articoli al Moffett Federal Airfield, così che il TCM potesse concentrare i pezzi da esposizione per i bambini.

## Storia
Originariamente era solo la divisione della costa occidentale del museo del computer (the West Coast division of The Computer Museum), denominato The Computer Museum History Center. Quando The Computer Museum chiuse nel 1999, e la sua collezione fu assorbita in quella del Museo della Scienza di Boston. Nel febbraio del 2000 i manufatti storici rimanenti furono spediti al Computer Museum History Center.
Il suo nome fu accorciato nel 2001 e il museo fu dedicato alla preservazione e alla presentazione delle storie e dei manufatti dell'era dell'informazione, che esplorano la rivoluzione informatica e il suo impatto nelle nostre vite. Originariamente situata a Moffet Field in un vecchio edificio che precedentemente era un negozio di mobili per la base navale, il museo acquisì la sua attuale collocazione (dapprima occupata dalla Silicon Graphics), al numero 1401 dello Shoreline Blvd. a Mountain View in California nella Silicon Valley nell'ottobre del 2002. Nel giugno del 2003 aprì al pubblico.
Il museo attualmente ha tre mostre uniche che evidenziano importanti pietre miliari della storia del computer, della memoria visibile, della storia dei software per gli scacchi, e delle invenzioni delle compagnie e persone di Silicon Valley. Una macchina differenziale numero 2 disegnata da Charles Babbage negli anni 40 del 1800 e costruita dal Museo della Scienza di Londra è stata esposta dal 10 maggio 2008 fino all'aprile del 2009.
The Computer History Museum è la casa della più grande e significativa collezione di manufatti sul computer nel mondo. Questa collezione include pezzi rari e unici come un supercomputer Cray-1, un Cray-2, su richiesta il Cray-3 e parti del Cray-4, la Utah Teapot, il computer da cucina di Neiman Marcus del 1969, il computer completamente magnetico di Hewitt Crane, un Apple I, un esempio dei lavori design per Google di prima generazione, Galaxy Game il primo videogioco arcade mai realizzato e Spacewar!, primo gioco rilasciato per un computer (per PDP-1). La collezione comprende anche 50000 oggetti, fotografie e film, per una quantità di diverse centinaia di gigabyte di software.
Il museo nel tardo 2009 esporrà una "Timeline of Computing History" (linea del tempo della storia del computer) che copre 2000 anni. Ci sono gruppi di volontari che aiutano il museo nelle sue varie attività che comprendono l'accoglienza, la guida, restauro, consegna dei premi, lavoro d'archivio. Inoltre durante l'orario di apertura i volontari illustrano l'uso e si prendono cura della Macchina differenziale Numero 2.

## Doni ricevuti
- codice sorgente di MacPaint 1.3 (ricevuto da Apple il 20 luglio 2010)
- codice sorgente di Photoshop 1.0.1 (ricevuto da Adobe il 13 febbraio 2013)
- codice sorgente di MS-DOS 1.1 e 2.0 (ricevuto da Microsoft il 26 marzo 2014)
- codice sorgente di Word 1.1a (ricevuto da Microsoft il 26 marzo 2014)
- codice sorgente di Lisa OS (ricevuto da Apple nel corso del 2018, giorno ignoto)